# 조이스 밴패튼

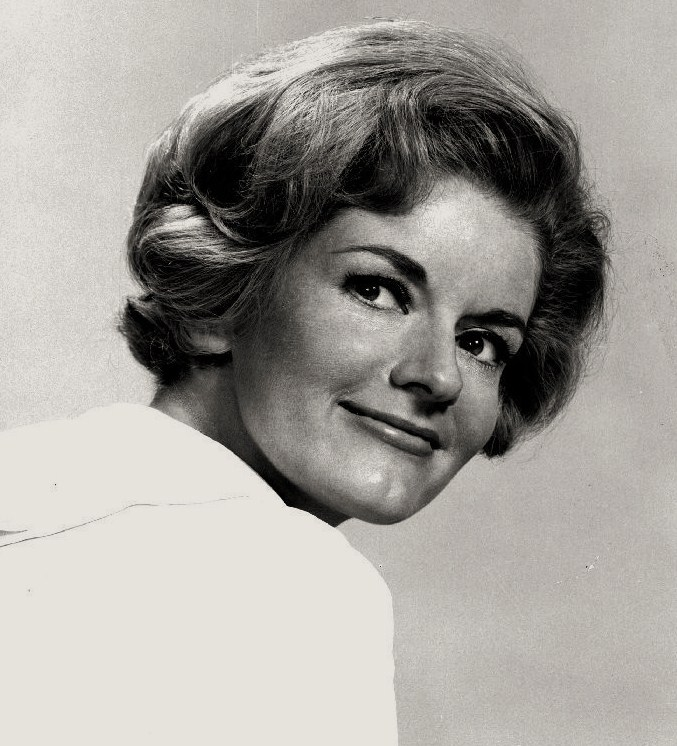

조이스 밴패튼(Joyce Van Patten, 1934년 3월 9일 ~ )는 미국의 배우이다.

## 출연 작품
- 갓즈 포켓 (2014년) - 소피 역
- Angel's Perch (2013) - 폴리 역
- 더 피츠제럴드 패밀리 크리스마스 (2012년) - 미세스 맥고완 역
- 아버지를 위한 노래 (2011년) - 도로시 쇼어 역
- 다 큰 녀석들 (2010년) - 글로리아 역
- 말리와 나 (2008년)
- 내 어머니의 머리모양 (2006년)
- 쇼 & 텔 (1998년) - 말러 역
- 인피니티 (1996년)
- 리멤버 (1996년)
- 결혼의 선물 (1994년)
- 유령의 집 (1991년)
- 명화 만들기 (1989년)
- 공포의 살인원숭이 (1988년)
- 데이트 소동 (1987년)
- 인플루언스 (1986년)
- 크롤 스페이스 (1986년)
- 아들의 결혼 (1986년)
- 춤추는 헐리웃 (1985년)
- 세인트 엘모의 열정 (1985년) - 비미쉬 부인 역
- 위험한 장난 (1984년)
- 화성 연대기 (1980년)
- 믹키 앤 닉키 (1976년)
- 꼴찌 야구단(영어판) (1976년)
- 윈터 킬 (1974년)
- 마미 (1974년)
- 황금의 꿈 (1971년)
- 푸시캣, 푸시캣, 아이 러브 유 (1970년)
- 소녀는 괴로워 (1969년)
- 도비 길리스 (1959년)
- 여신 (1958년)
- 14시간 (1951년)

### 텔레비전
- 애즈 더 월드 턴즈 (1956)
- 페리 메이슨 (1963-65)
- 하와이 파이브-O (1970-72)
- 저징 에이미 (2002-03)
- 위기의 주부들 (2005)